# Pietro Bernini

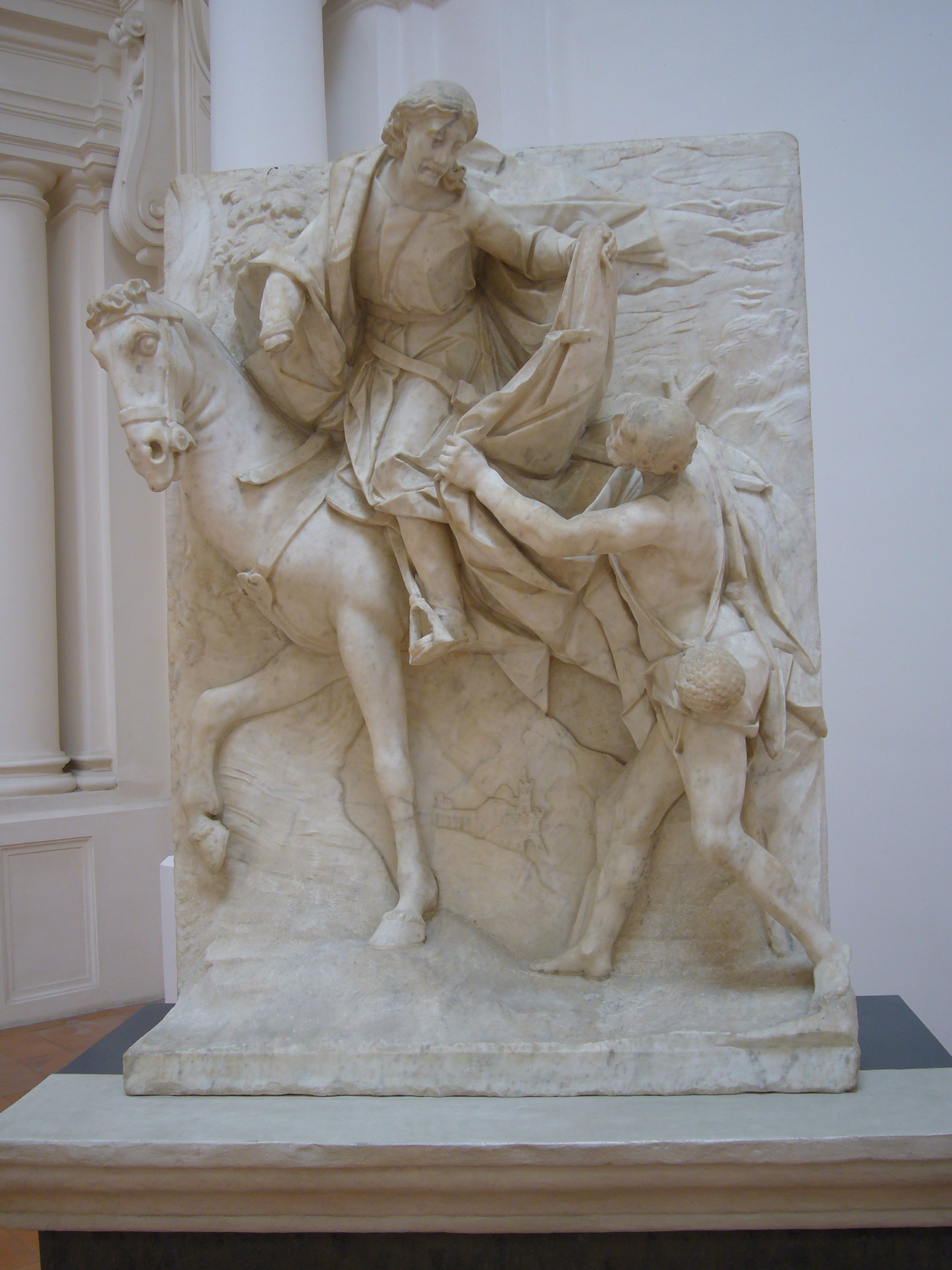
San Martino divide il mantello con il povero

Pietro Bernini (Sesto Fiorentino, 6 de maio de 1562 — Roma, 29 de agosto de 1629) foi um escultor maneirista italiano, conhecido por ser o pai de Gian Lorenzo Bernini.
Treinado como escultor em Florença, Pedro trabalhou em Roma e em Nápoles. No fim de sua vida criativa, ajudou o filho em seu estúdio. Brilhante, tecnicamente, mas sem originalidade, seu trabalho mescla elementos manieristas com os do Quattrocento.